# Andy Capp
Andy Capp es una tira de prensa británica creada por el historietista Reg Smythe para los periódicos The Daily Mirror y The Sunday Mirror en 1957. Su formato original era de una sola viñeta, pero posteriormente se expandió hasta cuatro. La tira es ahora dibujada por Roger Mahoney, quien reemplazó a Smythe tras su fallecimiento en 1998.
Creators Syndicate la distribuye internacionalmente. Su protagonista ha sido comercializado como mascota de una línea de aperitivos (Andy Capp's fries) y una difunta cadena de cursos de minigolf en Brevard County, Florida.

## Argumento y personajes
La tira se desarrolla en un pueblo indeterminado del norte de Inglaterra, siendo un retrato afectuoso de las costumbres de aquella región británica donde nació su creador Reg Smythe.
- Andy Capp
- Florrie "Flo" Capp
- Chalkie White
- Ruby "Rube" White
- Percy the rent collector
- Jackie the barman
- The Vicar
- Flo's Mum

## Recopilatorios

### Reino Unido
(Todos por Reg Smyth. Publicados por Daily Mirror Books/Mirror Group Publishers a menos que se indique otra cosa)
- The Andy Capp Book (No. 1) (1958)
- Andy Capp Spring Tonic (No. 2) (1959)
- Life with Andy Capp (No. 3) (1959)
- The Andy Capp Spring Collection (No. 4) (1960)
- The Best of Andy Capp (No. 5) (1960)
- Laugh with Andy Capp (No. 6) (1961)
- The World of Andy Capp (No. 7) (1961)
- More Andy Capp (No. 8) (1962)
- Andy Capp (No. 9)
- Andy Capp Picks His Favourites (No. 10) (1963)
- Happy Days with Andy Capp (No. 11) (1963)
- Laugh at Life with Andy Capp (No. 12) (1964)
- Andy Capp and Florrie (No. 13) (1964)
- All the Best from Andy Capp (No. 14) (1965)
- Andy Capp (Nos. 15–20) (1965–1968)
- The Cream of Andy Capp (1965) First hardcover collection
- Andy Capp: His 21st Book (1968)
- Andy Capp (Nos. 22–46) (1969–1982)
- Laugh Again with Andy Capp – 23 volumes (1968–1980)
- The World of Andy Capp – 16 volumes (1981–1995)
- The World of Andy Capp (1990) Titan
- Andy Capp in Colour: After a Few (1992) Ravette
- Andy Capp in Colour: Don’t Wait Up (1992) Ravette
- Andy Capp in Colour: On Cue (1993) Ravette
- Andy Capp in Colour: A Barrel of Laughs (1993) Ravette
- Andy Capp Through the Ages: 1957–2000 (2000) Syndication International
- The New Andy Capp Collection Number 1 (2004) David and Charles Books
- The New Andy Capp Collection Number 2 (2005) David and Charles Books
- Andy Capp at 50 (2006) David and Charles Books
- Andy Capp Annual 2011 (2010) Titan

### Australia
- Andy Capp, Man of the Moment! (1977) Mirror Books
- Down the Hatch, Andy Capp! (1977) Mirror Books
- Who’s Buying, Andy Capp? (1977) Mirror Books
- You’re a Winner, Andy Capp! (1977) Mirror Books
- Lots More Andy Capp (1980) Castle Books
- Amazing Andy Capp (1981) Castle
- Everlovin’ Andy Capp (1981) Castle
- This Is Your Life, Andy Capp! (1981) Castle
- Leave ‘Em Laughing, Andy Capp (1982) Castle
- Flo & Andy at It Again (1982) Castle
- You Little Beauty, Andy Capp (1982) Castle
- The Incredible Andy Capp (1982) Castle
- We Still Luv You, Andy Capp (1982) Castle
- Howzat! Andy Capp (1983) Castle
- Laugh at Life with Andy Capp (1983) Castle
- Big Mouth Andy Capp (1983) Castle
- Summer Fun with Andy Capp (1983) Castle
- Amorous Andy Capp (1983) Castle
- Good Sport Andy Capp (1983) Castle
- Raging Andy Capp (1984) Castle
- I Can’t Stand Andy Capp! (1984) Castle
- It’s a Hard Life, Andy Capp (1984) Castle
- Romantic Andy Capp (1984) Horwitz Grahame Books
- Strike Again, Andy Capp! (1984) HGB
- The New Image Andy Capp (1984) HGB
- Nobody’s Perfect, Andy Capp (1985) HGB
- Down Another, Andy Capp (1986) HGB
- The Laid Back Andy Capp (1986) HGB
- The Andy and Flo Show (1987) HGB
- Educating Andy Capp (1987) HGB
- The Liberated Andy Capp (1985) HGB
- You’re Fine ‘n Dandy, Andy Capp (1987) Budget Books
- Sporting Life of Andy Capp (1987) Budget Books
- Up the Pub with Andy Capp (1987) Budget Books
- Andy Capp: After Hours (1987) Budget Books
- Andy Capp: Home Sweet Home (1987) Budget Books
- Andy Capp: A Look Inside (1987) Budget Books
- Outrageous Andy Capp (1987) HGB
- The Return of Andy Capp (1988) HGB
- The Trivial Pursuit of Andy Capp (1988) HGB
- Good Morning, Andy Capp (1988) HGB
- Trouble in Paradise with Andy Capp (1988) HGB
- On the Run with Andy Capp (1989) HGB
- Taking It Easy with Andy Capp (1989) HGB
- Late Again, Andy Capp (1989) HGB
- Bounce Back with Andy Capp (1990) HGB
- Help Yourself, Andy Capp (1990) HGB